# Amphioplus textilis
Amphioplus textilis is een slangster uit de familie Amphiuridae.
De wetenschappelijke naam van de soort werd in 1907 gepubliceerd door René Koehler.